# لوكا ميليسي
لوكا ميليسي (بالإيطالية: Luca Milesi)‏ هو لاعب كرة قدم إيطالي في مركز الدفاع، ولد في 28 أبريل 1993 في سان جيوفاني بيانكو (إيطاليا) في إيطاليا. لعب مع أتالانتا ونادي برو فيرتشيلي ونادي بينيفينتو.

## وصلات خارجية
- لوكا ميليسي على موقع قاعدة بيانات كرة القدم.إي يو (الإنجليزية)
- لوكا ميليسي على موقع Soccerway.com (الإنجليزية)